# 第35回カンヌ国際映画祭
第35回カンヌ国際映画祭（だい35かいカンヌこくさいえいがさい）は、1982年5月14日から26日にかけて開催された。

## 受賞結果
- パルム・ドール：『ミッシング』（コスタ・ガヴラス）、『路』（ユルマズ・ギュネイ）
- 審査員特別グランプリ：『サン★ロレンツォの夜』（パオロ&ヴィットリオ・タヴィアーニ）
- 監督賞：ヴェルナー・ヘルツォーク （『フィツカラルド』）
- 男優賞：ジャック・レモン （『ミッシング』）
- 女優賞：ヤドヴィガ・ヤンコフスカ＝チェースラック （『アナザウェイ』）
- 脚本賞：イエジー・スコリモフスキ （『ムーン・ライティング』）
- 芸術貢献賞：ブリュノ・ニュイッテン （『死体を積んで』）
- カメラ・ドール：ロマン・グーピル （『30歳の死』）
- 35周年記念賞：『ある女の存在証明』（ミケランジェロ・アントニオーニの業績に対して）

## 審査員

### コンペティション部門
- ジョルジョ・ストレーレル （ イタリア/演出家） 審査員長
- シドニー・ルメット （ アメリカ合衆国/監督）
- ジャン=ジャック・アノー （ フランス/監督）
- ムリナール・セーン （ インド/監督）
- ジェラルディン・チャップリン （ アメリカ合衆国/女優）
- ルネ・テヴネー （ フランス/プロデューサー）
- スーゾ・チェッキ・ダミーコ （ イタリア/プロデューサー）
- ガブリエル・ガルシア＝マルケス （ コロンビア/作家）
- フロリアン・ホッフ （ 西ドイツ/批評家）
- クロード・スール （ フランス/CST代表）

## 上映作品

### コンペティション部門
| 題名 原題                                     | 監督                              | 製作国            |
| --------------------------------------------- | --------------------------------- | ----------------- |
| 全速力で À toute allure                       | ロバート・クレイマー              | フランス          |
| 恋の浮島 A Ilha dos Amores                    | パウロ・ローシャ                  | ポルトガル 日本   |
| 阿Q正伝 阿Ｑ正傳                              | ツェン・ファン                    | 中国              |
| ブリタニア・ホスピタル Britannia Hospital     | リンゼイ・アンダーソン            | イギリス          |
| Cecilia                                       | ウンベルト・ソラス                | キューバ          |
| Douce enquete sur (Sweet Inquest on Violence) | ジェラール・ゲリン                | フランス          |
| アナザウェイ Olelkezo tekintetek              | カーロイ・マック                  | ハンガリー        |
| フィツカラルド Fitzcarraldo                   | ヴェルナー・ヘルツォーク          | 西ドイツ          |
| ハメット Hammett                              | ヴィム・ヴェンダース              | アメリカ合衆国    |
| ある女の存在証明 Identificazione di una donna | ミケランジェロ・アントニオーニ    | イタリア フランス |
| 死体を積んで Invitation au voyage             | ピーター・デル・モンテ            | フランス          |
| サン★ロレンツォの夜 La notte di San Lorenzo   | パオロ&ヴィットリオ・タヴィアーニ | イタリア          |
| La Nuit de Varennes (The Night of Varennes)   | エットーレ・スコラ                | フランス イタリア |
| ミッシング Missing                            | コスタ＝ガヴラス                  | アメリカ合衆国    |
| ムーン・ライティング Moonlighting             | イエジー・スコリモフスキ          | イギリス          |
| パッション Passion                            | ジャン＝リュック・ゴダール        | フランス スイス   |
| シュート・ザ・ムーン Shoot the Moon           | アラン・パーカー                  | アメリカ合衆国    |
| スミサリーンズ Smithereens                    | スーザン・シーデルマン            | アメリカ合衆国    |
| 愚か者の日 Tag der Idioten                    | ヴェルナー・シュレーター          | 西ドイツ          |
| 戦場の罠 The Return of the Soldier            | アラン・ブリッジス                | イギリス          |
| Vent de sable (Sandstorm)                     | モハメッド・ラクダル＝ハミナ      | アルジェリア      |
| 路 Yol                                        | ユルマズ・ギュネイ                | トルコ スイス     |

### ある視点部門
| 題名 原題                                           | 監督                                 | 製作国         |
| --------------------------------------------------- | ------------------------------------ | -------------- |
| Al houroub al saghira                               | マルーン・バグダディ                 | レバノン       |
| Cinq Et La Peau                                     | ピエール・リシャン                   | フランス       |
| Das Tripas Coração                                  | アナ・カロリナ・テシェーラ・ソラレス | ブラジル       |
| エリア・カザンの肖像 Elia Kazan Outsider            | アニー・トレスゴ                     | フランス       |
| Elippathayam                                        | アドゥール・ゴーパーラクリシュナン   | インド         |
| Finye                                               | スレイマン・シセ                     | マリ           |
| Forty Deuce                                         | ポール・モリセイ                     | アメリカ合衆国 |
| Inventaire Lausannois                               | イヴ・イェルサン                     | スイス         |
| Kundskabens                                         | ニルス・マルムロス                   | デンマーク     |
| フレディ・ビュアシュへの手紙 Lettre à Freddy Buache | ジャン＝リュック・ゴダール           | スイス         |
| Monkey Grip                                         | ケン・キャメロン                     | オーストラリア |
| Nasvidenje V. Naslednji Vojni                       | ジヴォジン・パウロヴィッチ           | ユーゴスラビア |
| No Eran Nadie                                       | セルジオ・ブラヴォ＝ラモス           | チリ           |
| O Lacrima De Fata                                   | ヨーセフ・デミアン                   | ルーマニア     |
| Poza                                                | クリストフォロ・クリストフィス       | ギリシャ       |
| Une villa aux environs de New York                  | ブノワ・ジャコ                       | フランス       |

### 特別招待作品
| 題名 原題                                          | 監督                             | 製作国         |
| -------------------------------------------------- | -------------------------------- | -------------- |
| Bonjour Monsieur Lewis                             | ロベール・ベナユン               | フランス       |
| Chronopolis                                        | ピョートル・カムラー             | フランス       |
| E.T. E.T. The Extra-Terrestrial                    | スティーヴン・スピルバーグ       | アメリカ合衆国 |
| イントレランス Intolerance                         | D・W・グリフィス                 | アメリカ合衆国 |
| Jacques Brel - Ne Me Quitte Pas                    | フレデリック・ロッシフ           | フランス       |
| ミステリアス・ピカソ/天才の秘密 Le Mystère Picasso | アンリ＝ジョルジュ・クルーゾー   | フランス       |
| パルジファル Parsifal                              | ハンス＝ユルゲン・ジーバーベルク | 西ドイツ       |
| ピンク・フロイド ザ・ウォール Pink Floyd The Wall  | アラン・パーカー                 | イギリス       |